# Igor Șarov
Igor Șarov (n. 3 noiembrie 1967, Căușeni, RSS Moldovenească, URSS) este un profesor, istoric, editor și politician din Republica Moldova, doctor în istorie. A fost viceministru la Ministerul Culturii în 2013-2017, iar în 2017-2019 a deținut funcția de secretar general de stat la Ministerul Educației, Culturii și Cercetării. A devenit conducătorul aceluiași minister în martie 2020, în cadrul Guvernului Ion Chicu; a fost revocat în noiembrie 2020. În decembrie 2020, Șarov a fost ales rector al Universității de Stat din Moldova, instituție în care anterior deținuse funcția de prodecan (1995-2000) și decan (2009-2013) al Facultății de Istorie și Filozofie.

## Studii
Conform CV-ului său publicat pe site-ul web al Universității de Stat din Moldova, Igor Șarov a învățat în 1974-1984 la Școala medie nr. 1 din Căușeni, absolvind cu medalie de aur. În 1984-1991 a studiat la Universitatea de Stat din Moldova, Facultatea de Istorie, unde s-a licențiat în istorie și a absolvit cu diplomă cu mențiune. A făcut doctoratul la aceeași instituție în perioada anilor 1992-1995, devenind doctor în istorie cu teza „Basarabia în istoriografia rusă”.

## Carieră

### Activitate științifică și universitară
Igor Șarov a publicat peste 100 de articole științifice, studii, monografii (unele în colaborare) și culegeri de documente, tipărite la Chișinău, Iași, București, Oradea, Cluj-Napoca, Moscova, Manchester etc.
Ca cercetător, este preocupat preponderent de perioada secolului al XX-lea a istoriei RSSM. În 2010, a făcut parte din Comisia pentru studierea și aprecierea regimului comunist totalitar din Republica Moldova. Ca editor, a elaborat și pregătit pentru tipar manuale pentru licee și universități, culegeri de documente etc. În 1992, în colaborare cu Igor Ojog, a elaborat primul manual de „Istoria românilor” din Republica Moldova.
Șarov a fost lector (1992-1995) la Facultatea de Istorie a Universității de Stat din Moldova, ulterior lector superior (1995-1997) și conferențiar universitar (1997-2009). În 1995-2000 a fost prodecan al Facultății de Istorie și Filozofie a USM, iar în 2009-2013 decan al aceleiași facultăți. La 16 decembrie 2020, Igor Șarov a fost ales rector al USM, depășindu-l în numărul de voturi pe Florentin Paladi, decanul Facultății de Fizică și Inginerie. Aceasta a fost prima oară când rectorul USM a fost ales și nu numit. Mandatul său durează cinci ani.
Deține sau a deținut funcțiile de președinte al Asociației Obștești „Syllabus”, vicepreședinte al Uniunii Editorilor din Moldova, membru al Senatului Universității de Stat din Moldova, președinte al Consiliului Științific al Facultății de Istorie și Filozofie a USM, membru al colegiului de redacție al Revistei de istorie a Moldovei, al revistei „ANTIM” și al revistei „Promemoria”.

### Activitate politică
În 2013-2017 a fost vice-ministru al Culturii. În octombrie 2017, odată cu desființarea de către Guvernul Pavel Filip a fotoliilor de vice-ministru, Șarov a fost numit secretar general la Ministerul Educației, Culturii și Cercetării. A fost demis în august 2019 de Guvernul Maia Sandu.
La 16 martie 2020, Igor Șarov a fost învestit în funcția de ministru al Educației, Culturii și Cercetării în Guvernul Ion Chicu, înlocuindu-l pe Corneliu Popovici în urma unui acord între partidele din majoritatea parlamentară PSRM și PDM. La 9 noiembrie 2020, ca urmare a răcirii relațiilor dintre cele două partide, Șarov și alți câțiva miniștri au fost revocați din funcție. A fost înlocuit de Lilia Pogolșa.

## Premii și recunoaștere
În 2017, Igor Șarov a primit titlul de Cetățean de onoare al raionului Căușeni, pentru aportul său în dezvoltarea raionului și implicarea în restaurarea Bisericii „Adormirea Maicii Domnului” din Căușeni.